# Isla Santa María, Chile
Isla Santa María är en ö i Chile.   Den ligger i regionen Región del Biobío, i den södra delen av landet, 500 km sydväst om huvudstaden Santiago de Chile. Arean är 35 kvadratkilometer.
Terrängen på Isla Santa María är platt. Öns högsta punkt är 83 meter över havet. Den sträcker sig 11,9 kilometer i nord-sydlig riktning, och 7,2 kilometer i öst-västlig riktning.